# 麥可·康佛托
麥可·湯瑪斯·康佛托（英語：Michael Thomas Conforto，1993年3月1日—），綽號「速可達」，為美國職棒大聯盟的外野手，目前效力於洛杉磯道奇，他先前曾效力於大都會與巨人兩隊。他在2014年美國職棒大聯盟選秀上第一輪第10順位被大都會選進，並於隔年升上大聯盟。

## 職業生涯
2015年7月24日，康佛托登上大聯盟。他雖然初登板沒有敲出安打，但有一分打點，並成為大都會隊史第1,000位球員。他在隔日敲出大聯盟首安，8月3日敲出大聯盟首轟。最後他出賽56場比賽，敲出了9支全壘打。這年大都會一路過關斬將，闖進了世界大賽，成為大聯盟史上第三位打過世界少棒大賽、大學世界大賽和世界大賽的球員。而康佛托在第四戰敲出了2支全壘打，成為繼1996年的安德魯·瓊斯後，又一個在世界大賽敲出雙響砲的菜鳥。
2016年，康佛托站穩了大都會的其中一個外野手席次，不過他也在這年陷入二年級生的低潮。他在5月到6月底這段期間，打擊率僅有1成30。因此大都會決定下放康佛托，拉上另一位球員布蘭登·尼莫。後來康佛托在7月中重返大聯盟，整年的打擊率為2成20。
2017年，康佛托成為大都會的四號外野手。但是他在上半季的打擊率為2成85，使他順利入選明星賽。8月24日，康佛托因為肩膀脫臼加上後囊膜撕裂傷，導致球季提前報銷。這年他的打擊率為2成79，並敲出27轟與68分打點。隔年他的打擊率為2成43，並敲出28轟與82分打點。
2019年5月28日，康佛托敲出生涯首發滿貫砲。這年他的打擊率為2成57，.856的整體攻擊指數、33轟與92分打點都是生涯新高。
2020年，他在縮水球季出賽54場比賽，打擊率為3成22，並敲出9轟與31分打點。
2021年4月，康佛托在9局下滿壘遭到安東尼·巴斯的觸身球擊中，形成罕見的再見觸身球逆轉勝，不過後來康佛托被發現他在打擊時有伸出手肘故意碰球。最後主審在賽後宣布這顆觸身球判決是一個聯盟誤判，認為康佛托應當被判定三振出局。

## 個人生活
康佛托一家人全都是運動員：母親崔西曾是奧運會水上芭蕾的三屆金牌得主，父親麥克曾是美式足球的線衛，姐姐潔克琳是一名足球員。
目前康佛托在休賽季都住在亞利桑那州的斯科茨代爾。

## 外部連結
- 球員資訊和成績在MLB ，ESPN ，Retrosheet ，Baseball Reference ，Baseball Reference (Minors) ，Fangraphs ，The Baseball Cube （英文）
- 麥可·康佛托的Instagram帳戶